# Морозов, Дмитрий Николаевич
Дмитрий Николаевич Морозов (17 сентября 1897, Гурзуф, Таврическая губерния, Российская империя — 7 октября 1978, Москва, СССР) — советский учёный в области авиационной связи и радиотехнического обеспечения, деятель образования, военачальник. Генерал-майор авиации (13.09.1944).

## Биография
Родился 17 сентября 1897 года на южном берегу Крыма в посёлке Гурзуф. Русский.
В феврале 1916 года был мобилизован на военную службу в РИА. Участник Первой мировой войны. В Красной Гвардии с 1917 года. В РККА с 1918 года, проходит службу в авиационных частях, принимает участие в Гражданской войне в боях был контужен. После окончания войны продолжил службу и учёбу в ВВС РККА.
В предвоенные годы занимал должность старшего преподавателя на кафедре радионавигации и физики штурманского факультета Военно-воздушной академии РККА, стоял у истоков организации  авиационной связи и радиотехнического обеспечения ВВС РККА,  имел научные работы по радионавигации, за заслуги в развитии и научные разработки в этой области в 1936 году был награжден орденом «Знак Почета».
Встретил Великую Отечественную войну в звании подполковника. С августа 1941 года служил заместителем начальника связи управления ВВС Западного фронта, с ноября 1942 года и до конца войны — начальником связи 17-й воздушной армии. Участник Смоленского сражения, Битвы за Москву, Сталинградской и Курской битв, Яссо-Кишинёвской и других операций. Особенно отличился на заключительном  этапе войны  в боях за  Венгрию (Апатин-Капошварская, Будапештская , Балатонская операции) и Австрию (Венская и Грацско-Амштеттенская операции)
. Например, в боях за освобождение Венгрии  создавшаяся разбросанность авиационных подразделений 17-й воздушной армии осложняла координацию боевых действий. Однако трудности были преодолены благодаря хорошо налаженной радиосвязи. Отмечается, что «немалая заслуга в этом принадлежала начальнику связи воздушной армии генерал-майору Д. Н. Морозову». За участие в этих операциях он был семь раз персонально упомянут в благодарственных в приказах Верховного Главнокомандующего и неоднократно награжден боевыми орденами. Завершил войну в звании генерал-майора, которое было присвоено ему в 1944 году. 
После войны Морозов возглавлял кафедру управления воинскими частями связи и радиотехнического обеспечения авиации Военно-воздушной инженерной академии имени Н. Е. Жуковского. Руководя  кафедрой главное внимание в  учебной и  научно-исследовательской работе уделял изучению вопросов организации управления и  наведения авиации на  основе опыта Великой Отечественной войны, а также принял непосредственное участие в научно-исследовательской работе по вопросам применения УКВ-радиосвязи во фронтовой авиации и организации управления летательными аппаратами. 
В феврале 1958 года генерал-майор Морозов был уволен в запас. Умер в Москве. Похоронен на Пятницком кладбище.

## Награды

### Ордена
- орден Ленина (21.02.1945)[10][11]
- четыре ордена Красного Знамени (21.05.1944[12], 03.11.1944[13][11], 19.04.1945[14], 24.06.1948[11])
- два ордена Богдана Хмельницкого II степени (13.09.1944[15], 03.11.1944[16])
- орден Отечественной войны I степени (22.02.1944)[17]
- орден Красной Звезды (10.02.1942)[18]
- орден «Знак Почёта» (25.05.1936)[18]

- - «XX лет Рабоче-Крестьянской Красной Армии» (1938)[18]
  - «За оборону Москвы» (10.01.1945)[19]
  - «За оборону Сталинграда» (02.03.1944)[20]
  - «За победу над Германией в Великой Отечественной войне 1941—1945 гг.» (1945)
  - «За взятие Будапешта» (1945)
  - «За взятие Вены» (1945)
  - «За освобождение Белграда» (1945)
  - «Ветеран Вооружённых Сил СССР» (1976)

Приказы (благодарности) Верховного Главнокомандующего в которых отмечен Д. Н. Морозов.
- За прорыв сильно укреплённой обороны противника юго-западнее Будапешта, овладение штурмом городами Секешфехервар и Бичке — крупными узлами коммуникаций и важными опорным пунктами обороны противника. 24 декабря 1944 года. № 218.
- За полное овладение столицей Венгрии городом Будапешт — стратегически важным узлом обороны немцев на путях к Вене. 13 февраля 1945 года. № 277.
- За овладение городами Секешфехервар, Мор, Зирез, Веспрем, Эньинг, а также более 350 других населенных пунктов. 24 марта 1945 года, № 306.
- За овладение городами Вашвар, Кёрменд, Сентготхард — важными опорными пунктами обороны немцев на реке Раба и, южнее озера Балатон. 31 марта 1945 года. № 322.
- За овладение городом Шопрон — крупным железнодорожным узлом и важным опорным пунктом обороны немцев на подступах к Вене. 1 апреля 1945 года, № 324.
- За овладение на территории Австрии промышленным городом и крупным железнодорожным узлом Винер-Нойштадт и городами Эйзенштадт, Неункирхен, Глоггнитц — важными опорными пунктами обороны немцев на подступах к Вене. 3 апреля 1945 года. № 328.
- За овладение столицей Австрии городом Вена — стратегически важным узлом обороны немцев, прикрывающим пути к южным районам Германии. 13 апреля 1945 года. № 334.

## Научные труды
- Морозов Д. Н. Авиациoнные радиoмаяки и радиoпеленгатoры. Москва: Академическая Центральная тип. имени К. Ворошилова, 1934. — 44, [3] с., 2 вкл. л. черт., граф. : ил.